# Pârscov
Pârscov – wieś w Rumunii, w okręgu Buzău, w gminie Pârscov. W 2011 roku liczyła 3009 mieszkańców.

## Związani z miejscowością
- Vasile Voiculescu